# Sabrina, nastoletnia czarownica (film 1996)
Sabrina, nastoletnia czarownica (ang. Sabrina The Teenage Witch) – telewizyjny film fabularny z 1996 roku, na którego podstawie rozpoczęto tego samego roku emisję popularnego serialu pod tym samym tytułem oraz serii komiksów o czarownicy Sabrinie.

## Fabuła
Nastoletnia Sabrina Sawyer zostaje wysłana przez rodziców do Riverdale, by mieszkać tam ze swoimi ekscentrycznymi ciotkami, Hildą i Zeldą. W dniu swoich szesnastych urodzin dziewczyna dowiaduje się, że jest pół śmiertelniczką-pół czarownicą. W tym samym czasie ulega zauroczeniu  Sethem, uważanym za najprzystojniejszego w szkole, który spotyka się ze szkolną pięknością Katie. Sabrina decyduje się, aby użyć swoich nowo nabytych umiejętności, by zdobyć uczucie chłopaka.

### Różnice między filmem a serialem
W filmie Sabrina nosi nazwisko Sawyer, podczas gdy w serialu – Spellman. Różne jest też miejsce zamieszkania, odpowiednio Sabrina i jej ciotki mieszkają w Riverdale, a w serialu w Westbridge. Ponadto Harvey w wersji fabularnej jest molem książkowym i kujonem („geekiem”), natomiast w serialu jest szkolną gwiazdą futbolu.

## Obsada
- Melissa Joan Hart – Sabrina Sawyer
- Sherry Miller – ciotka Hilda
- Charlene Fernetz – ciotka Zelda
- Michelle Beaudoin – Marnie Littlefield
- Ryan Reynolds – Seth
- Tobias Mehler – Harvey
- Lalainia Lindbjerg – Katy Lemore